# Lista drumurilor romane din România
Acest articol propune o listă a drumurilor romane din România, cu prelungirile lor din afara acestui teritoriu.
- Apulum • Brucla • Salinae • Potaissa • Clus
- Dierna • Ad Mediam • Ad Pannonios • Tibiscum
- Drobeta • (Răcarii de Jos) • Pelendava • Castranova • Romula
- Lederata • Tibiscum
- Rusidava • Pons Aluti  • Buridava  • Castra Traiana  • Arutela  • Praetorium  • Pons Vetus  • Cedonia
- Tibiscum • Ulpia Traiana Sarmizegetusa
- Via Pontica: 
  - Azi în România: Troesmis • Histria • Tomis • Callatis • 
    - Spre vest, de la Troesmis, Via Pontica se continua în Dacia și apoi în Dacia romană, pe traseul: Troesmis • Piroboridava[1] • 
Caput Stenarum[2] • Apulum •
    - În continuare, spre vest, azi în Ungaria: Partiscum (în apropiere de Seghedin) • Lugio (azi Dunaszekcső, pe Dunăre, la sud de Budapesta).

  - Spre sud:
    - Azi în Bulgaria: Mesembria (azi Nesebăr) • Apollonia Pontica (azi Sozopol) •
    - Azi în Turcia: Bizanț (azi Istanbul).